# 白川ゆきな
白川 ゆきな（しらかわ ゆきな、1985年6月24日 - ）は日本のグラビアアイドル。着エロもこなす。

## 人物・来歴
静岡県熱海市出身。2006年に着エロ系ユニット「Sexual Kiss さくら組」の第1期メンバー(後にリーダー)No.4としてCDデビューをし、てぶらっくすとしてPVを発売した。
解散後も元メンバーとの写真が度々ブログに掲載されている。
大の猫好き、自宅で猫を3匹飼っている。

## 出演

### テレビ番組
- ダブルH（テレビ東京、2006年）
- アイドルレボリューション（2006年）
- 夜美女（サンテレビ、2006年）
- MIDTOWN TV月曜スピードワゴンのナマ出し（GyaO、2007年9月10日 - 10月1日）

### DVD
1. エロ天使ゆきな（ぶんか社、2005年）
2. EIGHT（レイフル、2006年）
3. Repress（クレオ、2006年）
4. 操り人形（マリオネット）（クレオ、2007年）

### WEB
- どるばこ - どるばこ美女 File No.159

## 書籍

### デジタル写真集
1. EIGHT（レイフル、2006年）
2. 本当にデカップ（デジタル・クライス、2009年）